# ماه فروردین روز خرداد
ماه فروردین روز خرداد یا مادیان ماه فروردین روز خرداد کتاب کوچکی است که به‌زبان پهلوی ساسانی (پارسی میانه) نوشته شده‌است. زمان کتابت این اثر را در دوران پادشاهی خسرو پرویز دانسته‌اند.
این اثر در واقع نوعی روزشمار است دربارهٔ خجستگی روز ششم فروردین (که در ایران باستان خردادروز نامیده می‌شد) و در آن رویدادهای اساطیری برجسته‌ای که از آغاز آفرینش تا پایان جهان در این روز روی داده یا روی خواهد داد نگاشته‌شده‌است. پدیدآمدن انسان در زمین و مرگ ایرج به‌دست برادرانش سلم و تور، از رویدادهای مهم یادشده در این اثر است.
از آن‌جا که تنها چهره تاریخی نام‌برده‌شده در این کتاب، خسرو پرویز (خسرو هرمزدان) است تاریخ این نبشته را در دورهٔ کشورداری او دانسته‌اند؛ و از آن‌جا که از نبرد خسرو پرویز با هراکلیوس، قیصر روم در این کتاب یاد نشده تاریخ نگارش آن را در حدود سال‌های ۶۰۷-۶۰۸ میلادی دانسته‌اند.